# Parafia Chrystusa Wieczystego Kapłana w Gnieźnie
Parafia pod wezwaniem Chrystusa Wieczystego Kapłana w Gnieźnie – parafia w Gnieźnie, należąca do dekanatu gnieźnieńskiego I, erygowana w 1957 dekretem prymasa Polski Stefana Wyszyńskiego z parafii św. Trójcy i parafii św. Wawrzyńca. Kościół parafialny mieści się na Osiedlu Grunwaldzkim, przy ulicy 28 Grudnia.

## Zasięg parafii
Parafia obejmuje swym zasięgiem następujące ulice osiedli Osiedle Grunwaldzkie, Osiniec i Pławnik:

Armii Krajowej, Armii Poznań, Artyleryjska, Batalionowa, Błękitna, Bohaterów Westerplatte, Borowa, Bursztynowa, Cechowa, Cedrowa, Cymsa, Cyprysowa, Dębińska, Długosza, 17 Dywizji Piechoty, Grabowa, 28 Grudnia, Grunwaldzka, Gwiaździsta, Hoża, Jałowcowa, Jodłowa, Kadłubka, Kampanii Wrześniowej, Kawiary (częściowo), Kombatantów, Kosynierów, Krucza, Księżycowa, Lazurowa, Leśna, Listopadowa, Magnoliowa, Modrzewiowa, Obrońców Gniezna, Osiniec, Osikowa, Podleśna, Powstania Warszawskiego, Promykowa, Pułkowa, Słoneczna (częściowo), ks. Stanisława Sobczaka, Sokoła, Sosnowa, Starowiejska, Stolarska, Strzelecka, Sucha, Surowieckiego (częściowo), Swojska, Ślusarska, Świerkowa, gen. Stanisława Taczaka, Tęczowa, Mariana Wachtla, Wąska, Wesoła, Widna, Wiklinowa, Witkowska (częściowo), Wiosny Ludów, Wiosenna, Wojskowa, Wolności, Wrzesińska (częściowo), Żołnierska

## Kościół
Został wybudowany w nowoczesnym stylu w latach 1974–1980 według projektu Aleksandra Holasa. Swoim kształtem przypomina łódź. Może pomieścić 600 osób. Wewnątrz mozaika autorstwa Magdaleny Czeskiej przedstawiająca Objawienie się Chrystusa w Wieczerniku i Aniołów Adorujących. Ołtarz wykonany jest z marmuru. W oknach znajdują się nowoczesne witraże.
Przy kościele tablica upamiętniająca ofiary obozu jeńców brytyjskich istniejącego w latach 1943–1945 w Gnieźnie przy ulicy 17 Dywizji Piechoty.